# August von Loën

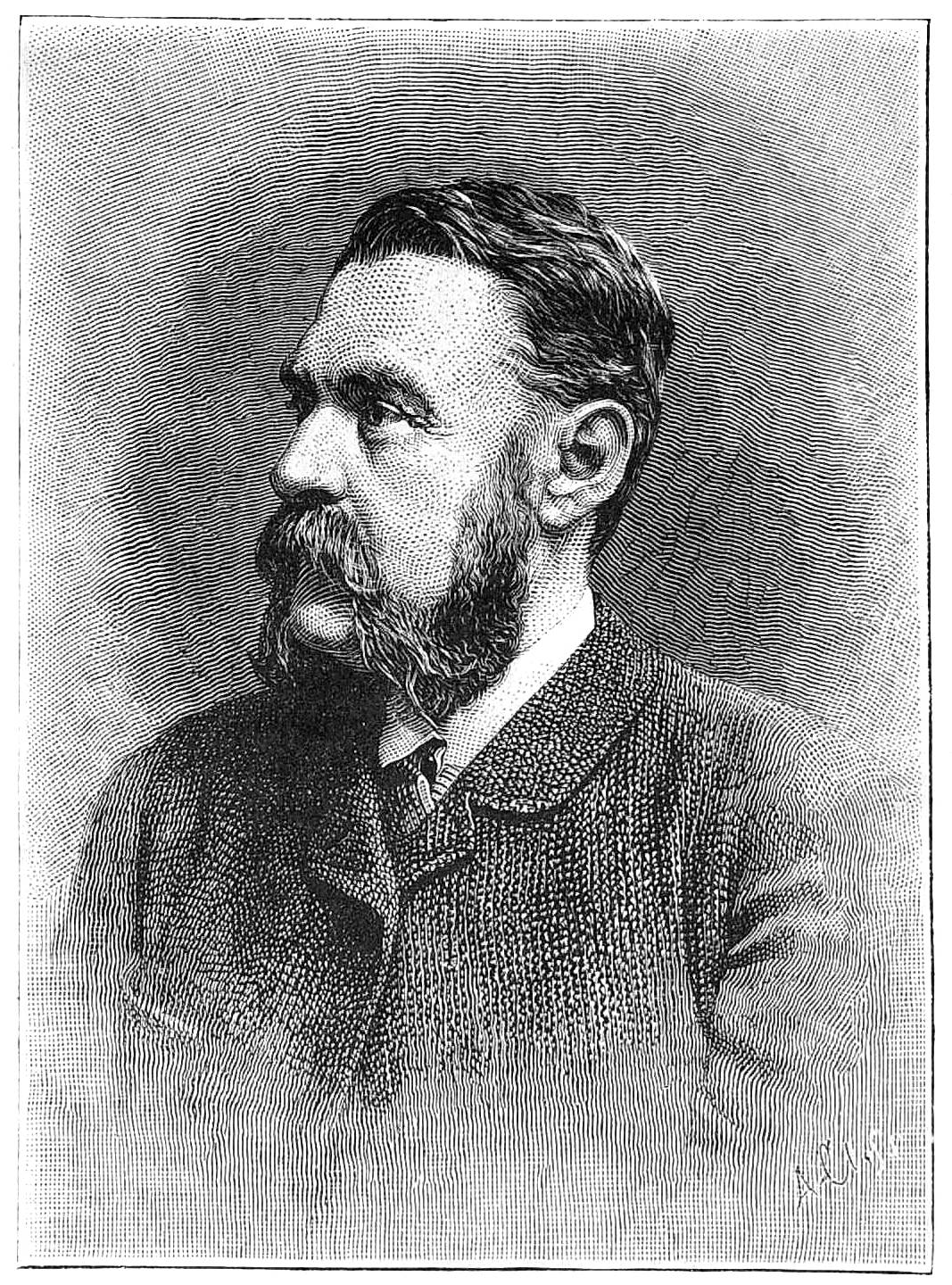
August von Loën (1884)

August Friedrich Oger von Loën (* 27. Januar 1828 in Dessau; † 28. April 1887 in Jena) war ein deutscher Hofbeamter, Schriftsteller und Theaterleiter. Loën war General-Intendant des Hoftheaters und der Hofkapelle in Weimar. 1885 gehörte er zu den Gründungsmitgliedern der Weimarer Goethe-Gesellschaft, deren erstem Vorstand er als Vize-Präsident angehörte.

## Leben
Leopold war ein Sohn des Friedrich von Loën (1787–1868) und dessen Ehefrau Albertine, geborene von Hedemann (1792–1869), einer Schwester August von Hedemanns. Sein Vater war anhaltinischer Kammerherr und Oberhofmarschall in Dessau sowie Major a. D. und Rechtsritter des Johanniterordens. 1846 war er Leutnant in herzoglich-anhaltinischen Diensten und nahm 1849 am Krieg gegen Dänemark um Schleswig-Holstein teil.
1852 heiratete er Marie von Salza und Lichtenau (1831–1899) und wurde zum Kammerjunker des Erbprinzen von Anhalt-Dessau und der Prinzessin Antoinette von Sachsen-Altenburg ernannt. Um diese Zeit begann seine literarische Tätigkeit mit Veröffentlichungen in den Zeitschrift „Unterhaltungen am häuslichen Herd“, „Deutsche Revue“, „Blätter für literarische Unterhaltung“ und der „Leipziger Zeitung“.
Am 17. Oktober 1866 wurde er als Nachfolger von Franz von Dingelstedt zum Generalintendanten des Weimarer Hoftheaters berufen. Dort inszenierte er u. a. Bearbeitung klassischer Dramen wie Schillers „Räuber“, Grillparzers „Sappho“ sowie Shakespeares „Wintermärchen“ und „Romeo und Julia“. 1870 veranstaltete er eine Richard-Wagner-Woche, in der vier Opern Wagners aufgeführt wurden. Unter seiner Intendanz wurden am 6. und 7. Mai 1876  erstmals beide Teile des Faust in einer Bearbeitung von Otto Devrient aufgeführt. 1880 wurden in einem Schillerzyklus insgesamt sieben Dramen Schillers vom 27. Mai bis zum 13. Juni in Weimar aufgeführt.
Anlässlich von Liszts 70. Geburtstag  wurde sein Oratorium „Die Legende von der heiligen Elisabeth“ mit Texten von Otto Roquette auf der Bühne aufgeführt.
Von Loën war Mitglied der Weimarer Genossenschaft Deutscher Bühnenangehöriger, der Genossenschaft dramatischer Autoren und Komponisten, im Deutschen Bühnenverein und Vorstandsmitglied des Deutschen Schriftsteller-Verbandes, des Wagner-Vereins und der Liszt-Stiftung. Er war Vizepräsident der Deutschen Schillerstiftung und der Goethe-Gesellschaft und Präsident der Deutschen Shakespeare-Gesellschaft.

## Ehrungen
- 1887 Ehrenmitglied des Allgemeinen Deutschen Musikvereins.